# Toyor Al-Janah
 (juin 2025).
La mise en forme du texte ne suit pas les recommandations de Wikipédia : il faut le « wikifier ».
Les points d'amélioration suivants sont les cas les plus fréquents :
- Les titres sont pré-formatés par le logiciel. Ils ne sont ni en capitales, ni en gras.
- Le texte ne doit pas être écrit en capitales (les noms de famille non plus), ni en gras, ni en italique, ni en « petit »…
- Le gras n'est utilisé que pour surligner le titre de l'article dans l'introduction, une seule fois.
- L'italique est rarement utilisé : mots en langue étrangère, titres d'œuvres, noms de bateaux, etc.
- Les citations ne sont pas en italique mais en corps de texte normal. Elles sont entourées par des guillemets français : « et ».
- Les listes à puces sont à éviter, des paragraphes rédigés étant largement préférés. Les tableaux sont à réserver à la présentation de données structurées (résultats, etc.).
- Les appels de note de bas de page (petits chiffres en exposant, introduits par l'outil «  Source ») sont à placer entre la fin de phrase et le point final[comme ça].
- Les liens internes (vers d'autres articles de Wikipédia) sont à choisir avec parcimonie. Créez des liens vers des articles approfondissant le sujet. Les termes génériques sans rapport avec le sujet sont à éviter, ainsi que les répétitions de liens vers un même terme.
- Les liens externes sont à placer uniquement dans une section « Liens externes », à la fin de l'article. Ces liens sont à choisir avec parcimonie suivant les règles définies. Si un lien sert de source à l'article, son insertion dans le texte est à faire par les notes de bas de page.
- La présentation des références doit suivre les conventions bibliographiques. Il est recommandé d'utiliser les modèles {{Ouvrage}}, {{Chapitre}}, {{Article}}, {{Lien web}} et/ou {{Bibliographie}}. Le mode d'édition visuel peut mettre en forme automatiquement les références.
- Insérer une infobox (cadre d'informations à droite) n'est pas obligatoire pour parachever la mise en page.

Pour une aide détaillée, merci de consulter Aide:Wikification.
Si vous pensez que ces points ont été résolus, vous pouvez retirer ce bandeau et améliorer la mise en forme d'un autre article.
 (mai 2025).
Toyor Al-Janah (arabe: طيور الجنة, signification: Les oiseaux de Paradis) est une chaîne de télévision par satellite jordanienne en langue arabe fondée en 2008, dont la programmation s'adresse à un public enfantin.

## Histoire
En 1994, le jordanien palestinien Khaled Miqdad fonde la chorale d'enfants Toyor Al-Janah, qui connaît un grand succès. En 2008, Maqdad a fondé la chaîne de télévision du même nom. Le siège social est situé à Amman, la capitale de la Jordanie, et diffuse depuis Bahreïn. La chaîne diffuse principalement des clips musicaux destinés aux enfants. En plus de sa programmation télévisée, Toyor Al-Janah TV est également active en ligne sur diverses plateformes de médias sociaux et vidéo, notamment YouTube avec plus de 30 millions d'abonnés.

## Controverses
En 2010, Toyor al-Janah a sorti le clip « Quand nous mourrons en martyrs » (لما نستشهد بنروح الجنة), avec Dima Bashar, alors âgée de dix ans, et son frère aîné Muhammad Bashar comme chanteurs principaux. Les paroles de la chanson abordaient le conflit israélo-palestinien d'un point de vue palestinien – les chanteuses et le fondateur de la chaîne étant tous deux palestiniens – et les enfants y chantaient des paroles telles que « Quand nous mourrons en martyrs, nous irons au paradis » et « Il n'y a pas d'enfance sans Palestine ». Ils récitaient également une prière : « Ô Dieu, accorde la victoire à l'islam et aux musulmans. Ô Dieu, aide les enfants de Palestine.» Le clip montrait également des scènes de bataille avec des enfants déguisés en soldats israéliens, qui sont abattus à la fin après avoir déjà tiré sur des enfants palestiniens.
La chanson a été visionnée des millions de fois et a fait la une des journaux en Israël et dans le monde arabe. La journaliste saoudienne Fawzia Nasir al-Na’im a vivement critiqué la vidéo, la qualifiant d'endoctrinement d'enfants. La vidéo n'est plus disponible sur la chaîne YouTube de Toyor al-Janah, mais des copies existent sur YouTube. Quelques mois plus tard, Toyor al-Janah s'est produit lors d'une visite de trois jours dans la bande de Gaza.